# Barragem de Tehri
A  barragem de Tehri é uma barragem de fins múltiplos construída no rio Bhagirathi, perto da localidade de Tehri, no estado de Uttarakhand, na Índia. É a principal barragem da Tehri Hydro Development Corporation Ltd. e do seu complexo hidroelétrico, sendo um dos maiores e mais polémicos projetos de desenvolvimento no referido estado indiano. É uma das maiores barragens do mundo em volume armazenado.
A fase I, destinada a assegurar a irrigação, abastecimento de água e geração de eletricidade (1000 MW), ficou completa em 2006. Uma central hidroeléctrica reversível está presentemente em construção, esperando-se que venha a funcionar em maio de 2018.